# داستان کارآگاه (فیلم ۱۹۸۳)
داستان کارآگاه (ژاپنی: 探偵物語 هپبورن: Tantei Monogatari) یک فیلم ژاپنی به کارگردانی کیچیتارو نگیشی است که در سال ۱۹۸۳ میلادی منتشر شد. از بازیگران آن می‌توان به هیروکو یاکوشیمارو و یوساکو ماتسودا اشاره کرد.